# Ardisia breviramea
Ardisia breviramea är en viveväxtart som beskrevs av Elmer Drew Merrill. Ardisia breviramea ingår i släktet Ardisia och familjen viveväxter. Inga underarter finns listade i Catalogue of Life.